# Ribeira da Safareja
A Ribeira da Safareja é um curso de água português, localizada no Município de Moura. Nasce da confluência de dois ribeiros perto da fronteira com Espanha, atravessando as freguesias de Santo Aleixo da Restauração e Safara. Desagua no rio Ardila.

## Fauna
A Ribeira da Safareja é habitat das seguintes espécies:
- Anaecypris hispanica
- Barbus microcephalus
- Barbus sclateri
- Barbus steindachneri
- Chondrostoma lemmingii
- Cobitis paludica
- Gambusia holbrooki
- Cichlasoma facetum
- Lepomis gibbosus
- Squalius alburnoides
- Salaria fluviatilis
- Squalius pyrenaicus